# Ciak d'oro per la migliore sceneggiatura

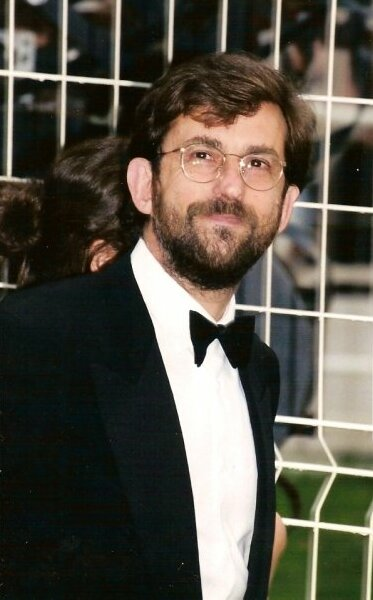
Nanni Moretti è stato il primo a vincere il premio con Sandro Petraglia che detiene il record di vittorie con cinque conquiste

Il Ciak d'oro per la migliore sceneggiatura è un premio assegnato nell'ambito dei Ciak d'oro che premia gli sceneggiatori di un film di produzione italiana. Viene assegnato attraverso una giuria tecnica composta da giornalisti e esperti del settore dal 1986.

## Vincitori e candidati
I vincitori sono indicati in grassetto, a seguire gli altri candidati.

### Anni 1980
- 1986 – Nanni Moretti e Sandro Petraglia per La messa è finita[1]
  - Massimo Franciosa e Marco Risi per Colpo di fulmine
  - Pupi Avati e Antonio Avati per Festa di laurea
  - Federico Fellini, Tonino Guerra, e Tullio Pinelli per Ginger e Fred
  - Ettore Scola, Ruggero Maccari e Furio Scarpelli per Maccheroni
  - Peter Del Monte e Giovanni Pascutto per Piccoli fuochi
  - Mario Monicelli, Suso Cecchi D'Amico, Tullio Pinelli, Leonardo Benvenuti e Piero De Bernardi per Speriamo che sia femmina
- 1987 – Ruggero Maccari, Furio Scarpelli ed Ettore Scola per La famiglia[1]
  - Giuseppe Tornatore e Massimo De Rita per Il camorrista
  - Giuseppe Ferrara, Armenia Balducci e Robert Katz per Il caso Moro
  - Fabio Carpi per Il quartetto Basileus
  - Pupi Avati per Regalo di Natale
- 1988 – Alexander Abadascian, Nikita Sergeevič Michalkov e Suso Cecchi D'Amico per Oci ciornie[1]
  - Marco Ferreri e Rafael Azcona per Come sono buoni i bianchi!
  - Franco Amurri e Stefano Sudriè per Da grande
  - Daniele Luchetti, Franco Bernini, Angelo Pasquini e Sandro Petraglia per Domani accadrà
  - Bernardo Bertolucci e Mark Peploe per L'ultimo imperatore (The Last Emperor)
  - Franco Bernini e Carlo Mazzacurati per Notte italiana
- 1989 – Francesca Archibugi, Gloria Malatesta e Claudia Sbarigia per Mignon è partita[1]
  - Carlo Verdone, Leo Benvenuti e Piero De Bernardi per Compagni di scuola
  - Gianni Amelio e Alessandro Sermoneta per I ragazzi di via Panisperna
  - Maurizio Nichetti e Mauro Monti per Ladri di saponette
  - Giuseppe Tornatore per Nuovo Cinema Paradiso

### Anni 1990
- 1990 – Pupi Avati per Storia di ragazzi e di ragazze[1]
  - Giuseppe Bertolucci, Domenico Rafele e Lidia Ravera per Amori in corso
  - Sandro Petraglia e Stefano Rulli per Mery per sempre
  - Nanni Moretti per Palombella rossa
  - Claudio Bigagli, Simona Izzo e Ruggero Maccari per Piccoli equivoci
- 1991 – Gianni Amelio, Vincenzo Cerami, e Alessandro Sermoneta per Porte aperte[1]
  - Memè Perlini e Nico Garrone per Ferdinando, uomo d'amore
  - Silvio Soldini e Roberto Tiraboschi per L'aria serena dell'ovest
  - Marco Ferreri, Liliane Betti e Antonino Marino per La casa del sorriso
  - Sergio Rubini, Filippo Ascione e Umberto Marino per La stazione
- 1992 – Daniele Luchetti, Stefano Rulli e Sandro Petraglia per Il portaborse[1]
  - Franco Bernini, Enzo Monteleone e Giuseppe Piccioni per Chiedi la luna
  - Sandro Petraglia, Andrea Purgatori e Stefano Rulli per Il muro di gomma
  - Carlo Verdone e Francesca Marciano per Maledetto il giorno che t'ho incontrato
  - Andrea Barbato ed Emidio Greco per Una storia semplice
- 1993 – Gianni Amelio, Stefano Rulli, e Sandro Petraglia per Il ladro di bambini
  - Francesca Archibugi per Il grande cocomero
  - Mario Martone e Fabrizia Ramondino per Morte di un matematico napoletano
  - Maurizio Nichetti e Laura Fischetto per Stefano Quantestorie
  - Carlo Mazzacurati e Franco Bernini per Un'altra vita
- 1994 – Nanni Moretti per Caro diario[2]
  - Roberto Faenza e Filippo Ottoni per Jona che visse nella balena
  - Graziano Diana e Simona Izzo per La scorta
  - Pappi Corsicato per Libera
  - Silvio Soldini e Roberto Tiraboschi per Un'anima divisa in due
- 1995 – Alessandro D'Alatri per Senza pelle
  - Alessandro Benvenuti, Ugo Chiti e Nicola Zavagli per Belle al bar
  - Leone Pompucci, Paolo Rossi e Filippo Pichi per Camerieri
  - Gianni Amelio, Andrea Porporati e Alessandro Sermoneta per Lamerica
  - Sandro Baldoni e Johnny Dell'Orto per Strane storie - Racconti di fine secolo
- 1996 – Mario Martone per L'amore molesto[3]
  - Francesco Bruni e Paolo Virzì per Ferie d'agosto
  - Alessandro Benvenuti, Ugo Chiti e Nicola Zavagli per Ivo il tardivo
  - Daniele Luchetti, Sandro Petraglia, Stefano Rulli e Domenico Starnone per La scuola
  - Francesco Bruni, Mimmo Calopresti e Heidrun Schleef per La seconda volta
- 1997 – Furio Scarpelli, Giacomo Scarpelli, Pietro Calderoni e Pasquale Pozzessere per Testimone a rischio[1]
  - Renato De Maria e Claudio Lizza per Hotel Paura
  - Maurizio Zaccaro, Gigi Riva, Marco Bechis e Umberto Contarello per Il carniere
  - Wilma Labate, Paolo Lapponi, Andrea Leoni e Sandro Petraglia per La mia generazione
  - Antonio Capuano per Pianese Nunzio, 14 anni a maggio
- 1998 – Francesco Bruni e Paolo Virzì per Ovosodo
  - Stefano Reali per In barca a vela contromano
  - Francesco Bruni, Mimmo Calopresti, Heidrun Schleef e Doriana Leondeff per La parola amore esiste
  - Roberto Benigni e Vincenzo Cerami per La vita è bella
  - Roberta Torre per Tano da morire
- 1999 – Giuseppe Piccioni, Gualtiero Rosella e Lucia Zei per Fuori dal mondo[4]
  - Paolo Virzì e Francesco Bruni per Baci e abbracci
  - Gianni Amelio per Così ridevano
  - Michele Placido e Domenico Starnone per Del perduto amore
  - Cristina Comencini per Matrimoni

### Anni 2000
- 2000 – Silvio Soldini e Doriana Leondeff per Pane e tulipani[5]
  - Adele Tulli, Gabriele Muccino e Silvio Muccino per Come te nessuno mai
  - Marco Bechis e Lara Fremder per Garage Olimpo
  - Roberto Andò e Salvatore Marcarelli per Il manoscritto del principe
  - Gianluca Maria Tavarelli per Un amore
- 2001 – Gabriele Muccino per L'ultimo bacio[6]
  - Paolo Benvenuti, Stefano Bacci e Mario Cereghino per Gostanza da Libbiano
  - Marco Tullio Giordana, Claudio Fava e Monica Zapelli per I cento passi
  - Linda Ferri, Nanni Moretti e Heidrun Schleef per La stanza del figlio
  - Pasquale Scimeca per Placido Rizzotto
- 2002 – Paolo Sorrentino per L'uomo in più[7]
  - Silvio Soldini e Doriana Leondeff per Brucio nel vento
  - Ermanno Olmi per Il mestiere delle armi
  - Paolo Genovese e Luca Miniero per Incantesimo napoletano
  - Marco Bellocchio per L'ora di religione
- 2003 – Niccolò Ammaniti e Francesca Marciano per Io non ho paura[8]
  - Ugo Chiti, Massimo Gaudioso e Matteo Garrone per L'imbalsamatore[9]
  - Ferzan Özpetek e Gianni Romoli per La finestra di fronte[9]
  - Gabriele Muccino e Heidrun Schleef per Ricordati di me[9]
  - Maura Nuccetelli, Laura Paolucci e Daniele Vicari per Velocità massima[9]
- 2004 – Francesco Bruni e Paolo Virzì per Caterina va in città[10]
  - Marco Bellocchio per Buongiorno, notte
  - Sergio Rubini, Domenico Starnone e Carla Cavalluzzi per L'amore ritorna
  - Sandro Petraglia e Stefano Rulli per La meglio gioventù
  - Sergio Castellitto e Margaret Mazzantini per Non ti muovere
- 2005 – Gianni Amelio, Stefano Rulli e Sandro Petraglia per Le chiavi di casa[11]
  - Andrea Frazzi, Antonio Frazzi, Diego De Silva, Marcello Fois e Ferdinando Vicentini Orgnani per Certi bambini
  - Paolo Sorrentino per Le conseguenze dell'amore
  - Giovanni Veronesi e Ugo Chiti per Manuale d'amore
  - Saverio Costanzo, Camilla Costanzo, Alessio Cremonini, Sayed Kashua per Private
- 2006 – Federica Pontremoli, Francesco Piccolo e Nanni Moretti per Il caimano[12]
  - Antonio Capuano per La guerra di Mario
  - Sergio Rubini, Carla Cavalluzzi e Angelo Pasquini per La terra
  - Fausto Brizzi, Massimiliano Bruno e Marco Martani per Notte prima degli esami
  - Michele Placido, Giancarlo De Cataldo, Sandro Petraglia e Stefano Rulli per Romanzo criminale
- 2007 – Linda Ferri, Kim Rossi Stuart, Domenico Starnone e Francesco Giammusso per Anche libero va bene[13]
  - Ermanno Olmi per Centochiodi
  - Giuseppe Tornatore per La sconosciuta
  - Daniele Luchetti, Sandro Petraglia e Stefano Rulli per Mio fratello è figlio unico
  - Emanuele Crialese per Nuovomondo
- 2008 – Sandro Petraglia per La ragazza del lago[14]
  - Nanni Moretti, Laura Paolucci e Francesco Piccolo per Caos calmo
  - Silvio Soldini, Francesco Piccolo, Federica Pontremoli e Doriana Leondeff per Giorni e nuvole
  - Gianni Zanasi e Michele Pellegrini per Non pensarci
  - Paolo Virzì e Francesco Bruni per Tutta la vita davanti
- 2009 – Matteo Garrone, Massimo Gaudioso, Roberto Saviano, Maurizio Braucci, Ugo Chiti e Gianni Di Gregorio per Gomorra[15]
  - James Carrington, Andrea Purgatori e Marco Risi per Fortapàsc
  - Paolo Sorrentino per Il divo
  - Francesca Archibugi per Questione di cuore
  - Giulio Manfredonia e Fabio Bonifacci per Si può fare

### Anni 2010
- 2010 – Paolo Virzì, Francesco Bruni, e Francesco Piccolo per La prima cosa bella[16]
  - Pasquale Plastino, Carlo Verdone e Francesca Marciano per Io, loro e Lara
  - Giorgio Diritti, Giovanni Galavotti e Tania Pedroni per L'uomo che verrà
  - Ivan Cotroneo e Ferzan Özpetek per Mine vaganti
  - Marco Bellocchio e Daniela Ceselli per Vincere
- 2011 – Nanni Moretti, Francesco Piccolo e Federica Pontremoli per Habemus Papam[17]
- 2012 – Gianni Amelio per Il primo uomo[18]
  - Carlo Verdone, Pasquale Plastino e Maruska Albertazzi per Posti in piedi in paradiso
  - Marco Tullio Giordana, Sandro Petraglia e Stefano Rulli per Romanzo di una strage
  - Francesco Bruni per Scialla! (Stai sereno)
  - Paolo Sorrentino e Umberto Contarello per This Must Be the Place
- 2013 – Roberto Andò e Angelo Pasquini per Viva la libertà[19]
  - Giuseppe Tornatore per La migliore offerta
  - Matteo Garrone, Ugo Chiti, Massimo Gaudioso e Maurizio Braucci per Reality
  - Paolo Virzì, Francesco Bruni e Simone Lenzi per Tutti i santi giorni
  - Maria Sole Tognazzi, Ivan Cotroneo e Francesca Marciano per Viaggio sola
- 2014 – Paolo Virzì, Francesco Bruni e Francesco Piccolo per Il capitale umano[20]
  - Umberto Contarello e Paolo Sorrentino per La grande bellezza
  - Michele Astori, Pif e Marco Martani per La mafia uccide solo d'estate
  - Valeria Golino, Francesca Marciano e Valia Santella per Miele
  - Valerio Attanasio, Andrea Garello e Sydney Sibilia per Smetto quando voglio
- 2015 – Mario Martone e Ippolita Di Majo per Il giovane favoloso[21]
  - Saverio Costanzo per Hungry Hearts
  - Francesca Archibugi e Francesco Piccolo per Il nome del figlio
  - Alice Rohrwacher per Le meraviglie
  - Nanni Moretti, Valia Santella e Francesco Piccolo per Mia madre
- 2016 – Filippo Bologna, Paolo Costella, Paolo Genovese, Paola Mammini e Rolando Ravello per Perfetti sconosciuti[22]
  - Edoardo Albinati, Ugo Chiti, Matteo Garrone e Massimo Gaudioso per Il racconto dei racconti - Tale of Tales
  - Menotti, Nicola Guaglianone per Lo chiamavano Jeeg Robot
  - Claudio Caligari, Giordano Meacci e Francesca Serafini per Non essere cattivo
  - Ivan Cotroneo e Monica Rametta per Un bacio
  - Paolo Sorrentino per Youth - La giovinezza
- 2017 – Nicola Guaglianone, Barbara Petronio ed Edoardo De Angelis per Indivisibili[23]
  - Claudio Giovannesi, Filippo Gravino e Antonella Lattanzi per Fiore
  - Edoardo De Angelis, Ficarra e Picone, Nicola Guaglianone e Fabrizio Testini per L'ora legale
  - Paolo Virzì e Francesca Archibugi per La pazza gioia
  - Francesco Bruni, Davide Lantieri e Francesco Amato per Lasciati andare
- 2018 – Susanna Nicchiarelli per Nico, 1988[24]
  - Manetti Bros. e Michelangelo La Neve per Ammore e malavita
  - Carlo Verdone, Nicola Guaglianone e Menotti per Benedetta follia
  - Riccardo Milani, Paola Cortellesi, Giulia Calenda e Furio Andreotti per Come un gatto in tangenziale
  - Fabio Grassadonia e Antonio Piazza per Sicilian Ghost Story
  - Francesco Bruni per Tutto quello che vuoi
- 2019 – Matteo Garrone, Massimo Gaudioso e Ugo Chiti per Dogman[25]
  - Mario Martone e Ippolita Di Majo per Capri-Revolution
  - Matteo Rovere, Filippo Gravino e Francesca Manieri per Il primo re
  - Claudio Giovannesi, Roberto Saviano e Maurizio Braucci per La paranza dei bambini
  - Alice Rohrwacher per Lazzaro felice
  - Alessio Cremonini e Lisa Nur Sultan per Sulla mia pelle

### Anni 2020
- 2020 – Damiano e Fabio D'Innocenzo per Favolacce[26]
- 2021 - Mario Martone e Ippolita Di Majo per Qui rido io[27]

## Vincitori plurimi
| Numero di vittorie | Vincitore           | Anni                         |
| ------------------ | ------------------- | ---------------------------- |
| 5                  | Sandro Petraglia    | 1986, 1992, 1993, 2005, 2008 |
| 4                  | Gianni Amelio       | 1991, 1993, 2005, 2012       |
| 4                  | Francesco Bruni     | 1998, 2004, 2010, 2014       |
| 4                  | Nanni Moretti       | 1986, 1994, 2006, 2011       |
| 4                  | Francesco Piccolo   | 2006, 2010, 2011,2019        |
| 4                  | Paolo Virzì         | 1998, 2004, 2010, 2014       |
| 3                  | Stefano Rulli       | 1992, 1993, 2005             |
| 3                  | Mario Martone       | 1996, 2015, 2021             |
| 2                  | Ugo Chiti           | 2009, 2019                   |
| 2                  | Federica Pontremoli | 2006, 2011                   |
| 2                  | Furio Scarpelli     | 1987, 1997                   |